# Ленинский район (Курская область)
Ленинский район — административно-территориальная единица в составе Центрально-Чернозёмной и Курской областей РСФСР, существовавшая в 1928—1930 и 1935—1963 годах. Административный центр — село Дьяконово.

## Население
По данным переписи 1939 года в Ленинском районе проживало 39 508 чел., в том числе русские — 99,3 %. По данным переписи 1959 года в Ленинском районе проживало 35 904 чел..

## История
Ленинский район был образован в 1928 году в составе Курского округа Центрально-Чернозёмной области, но уже 10 ноября 1930 года был упразднён.
Вторично район был образован 18 января 1935 года в составе Курской области.
По данным 1940 года район включал 13 сельсоветов: Авдеевский, Артюховский, Больше-Долженковский, Быкановский, Ворошневский, Дьяконовский 1-й, Дьяконовский 2-й, Катыренский, Лобазовский, Никольский, Старковский, Филипповский и Черниценский.
1 февраля 1963 года Ленинский район был упразднён, а его территория передана в Курский район.